# Peyrabout
Peyrabout är en kommun i departementet Creuse i regionen Nouvelle-Aquitaine i de centrala delarna av Frankrike. Kommunen ligger i kantonen Ahun som tillhör arrondissementet Guéret. År 2022 hade Peyrabout 151 invånare.

## Befolkningsutveckling
Antalet invånare i kommunen Peyrabout
Referens:INSEE